# Le Cheval blanc (Constable)
Pour les articles homonymes, voir Le Cheval blanc.
Le Cheval blanc (en anglais : The White Horse) est une peinture de paysage réalisée à l’huile sur toile par le peintre romantique britannique John Constable. Il a été achevé en 1819 et fait partie de la Frick Collection à New York.
Le tableau marque un tournant décisif dans la carrière de l’artiste. Il était le premier d'une série de six toiles appelées Six-Footers, représentant des scènes de la rivière Stour, qui comprend sa célèbre œuvre La Charrette de foin. Le sujet de la peinture est un cheval de remorquage transporté à travers la rivière à Flatford, juste en dessous de l’écluse, à un point où le chemin de halage change de rive.

## Histoire
La peinture est basée sur des croquis que Constable a produits dans son Suffolk natal, mais la composition complète a été achevée entre 1818-1819 pendant son séjour à Londres. Le tableau a été achevé et exposé à l’Exposition royale de 1819, où il a été bien reçu. Constable a été admis à la Royal Academy sur la base de cette toile. Le tableau a été acheté pour 100 guinées par un ami des Constable, John Fisher, l’évêque de Salisbury qui lui commandera plus tard son tableau La cathédrale de Salisbury vue des jardins de l’évêque. Cet achat a finalement fourni à Constable une sécurité financière et on peut soutenir que sans cela, il aurait peut-être complètement abandonné la peinture.
Le Cheval blanc était l’un des tableaux préférés de Constable. Il commenta dans une lettre à Fisher en 1826: 

« Il y a généralement dans la vie d’un artiste peut-être un, deux ou trois tableaux, auxquels il tient plus que d’habitude – c’est ici mon cas »

— Lettre à Fisher en 1826.
En 1830, alors que Fisher était lourdement endetté, le peintre racheta le tableau pour 100 guinées. Il le conservera le restant de sa vie. Après la mort de Constable en 1837, le tableau passa entre les mains de divers collectionneurs anglais, avant d’être apporté aux États-Unis par le financier J.P. Morgan.
L’esquisse à l’huile grandeur nature du Cheval blanc est conservée à la National Gallery of Art à Washington, D.C..